# Delias weiskei
Delias weiskei é uma borboleta da família Pieridae. Foi descrita por Carl Ribbe em 1900. É endémica da Nova Guiné (rios Angabunga e Aroa). O nome homenageia Emil Weiske.
A envergadura é de cerca de 45-48 milímetros. Os adultos são semelhantes às Delias leucias.

## Subespécies
- Delias weiskei weiskei (rio Aroa, Papua Nova Guiné)
- Delias weiskei sayuriae K. Okano, 1989 (Kerowagi, Papua Nova Guiné)